# Palette (歌曲)
Palette是由南韓歌手IU與G-Dragon合作演唱的歌曲，收錄於IU的第四張同名錄音室專輯中。IU親自作曲並與G-Dragon共同填詞。該曲於2017年4月21日發行，隨著專輯同步推出，作為專輯的第三支單曲，前兩首單曲分別為Through the Night與Can't Love You Anymore。
Palette獲得極為正面的評價，並在商業上取得成功，登頂南韓各大音樂網站。該曲在Gaon數位榜首週即空降冠軍，成為IU在南韓的第16首冠軍單曲。其搭配的音樂錄影帶由李來炅（Lee Rae-kyung）執導，並成為2017年YouTube上觀看次數最多的韓國女歌手音樂錄影帶。

## 背景與音樂
Palette是一首輕快的電子流行歌曲，被視為IU這張專輯的核心曲目，融合濃厚的R&B元素，並被形容為一首充滿魅力的千禧世代成長之歌，巧妙運用文字遊戲。該曲由IU與G-Dragon共同填詞，IU則負責作曲及製作。歌曲長度為3分37秒，採用C大調，節奏為103拍每分鐘（BPM），並以4/4拍進行。歌詞方面，這首歌如同IU對自我的宣言，表達她對自己的認同與自信。雖然仍對自身存有疑問，但如今的她正以更篤定的心態前行。

## 評論反響
Palette獲得樂評界的一致好評，評論家讚揚IU的創作才華及其巧妙的文字遊戲。歌曲探討自我審視的主題，以及G-Dragon的饒舌部分，也受到高度評價
《告示牌》將Palette列為2017年「最佳K-Pop歌曲」榜單的第六名，並表示：「這首旋律悠揚的歌曲，隱藏著自我嘲諷、獨特的音效以及對舊時代的致敬。」同時形容其旋律極具吸引力。
此外，纽约时报杂志也將這首歌列入「25首指引音樂未來的歌曲」，肯定IU作為創作型歌手，能在K-Pop中展現真摯情感的能力。

## 商業表現
歌曲發行後迅速登頂Instiz iChart，最終達成「Perfect All-Kill」，同時在南韓所有主要音樂網站奪冠，成為IU第十首獲得「Perfect All-Kill」的單曲（之後IU進一步將此紀錄推進至12首）。發行當週，Palette即登上Gaon數位榜2017年第16週（4月16日至22日）冠軍，儘管該曲實際發行時間為4月21日。該曲成為IU在Gaon數位榜上的第16首冠軍單曲，並於次週蟬聯榜首。此外，該曲同時奪得Gaon綜合數位榜、線上下載榜及線上串流榜冠軍，達成「三冠王」。  
發行首週，Palette根據Gaon數據共售出207,139次下載，次週銷量增至223,228次。歌曲在發行後兩天內共獲得2,930,672次串流播放，次週增至8,859,769次，並連續三週蟬聯Gaon線上串流榜冠軍。截至2017年底，該曲在南韓累計下載量達1,817,177次，成為該年度第四大銷量單曲，累積串流播放量突破1億次。

## 音樂錄影帶與宣傳
歌曲的音樂錄影帶由李來炅（Lee Rae-kyung）執導，並於歌曲發行當日同步公開。這支MV也是IU首部突破1億次觀看的音樂錄影帶。
專輯Palette發行後，IU開始在各大音樂節目上進行宣傳。她首次於4月23日播出的Inkigayo表演該曲，而她的先行曲《Through the Night》則在前一週獲得冠軍。此外，她也在《Picnic Live Season2》第104集及音乐银行第882集中演唱了該曲。她還登上《柳熙烈的寫生簿》（YuHuiyeol's Sketchbook），並演唱了與原版略有不同的特別編曲版本。她亦在第7屆GaonChartMusicAwards上，與《Through the Night》一同演唱此曲。  
此外，IU亦在各大演唱會及音樂節中多次演唱Palette。大部分現場表演中，她均與舞者一同呈現MV中的編舞。

## 獎項與榮譽
| 節目名稱        | 獲獎日期      | Ref.   |
| --------------- | ------------- | ------ |
| M Countdown     | 2017年4月27日 | [ 17 ] |
| M Countdown     | 2017年5月4日  | [ 18 ] |
| Show! MusicCore | 2017年4月29日 | [ 19 ] |
| Show! MusicCore | 2017年5月6日  | [ 20 ] |
| Inkigayo        | 2017年4月30日 | [ 21 ] |
| Inkigayo        | 2017年5月7日  | [ 22 ] |
| Inkigayo        | 2017年5月14日 | [ 23 ] |
| Music Bank      | 2017年5月5日  | [ 24 ] |
| Music Bank      | 2017年5月19日 | [ 25 ] |
| Show Champion   | 2017年5月17日 | [ 26 ] |

## 排行和銷量認證
| 排行榜 (2017)                            | 最高 排名 |
| ---------------------------------------- | --------- |
| 南韓（Gaon数字榜）                       | 1         |
| 美國（《Billboard》World Digital Songs） | 4         |

| 排行榜 (2017)      | 排名 |
| ------------------ | ---- |
| 南韓（Gaon数字榜） | 7    |

| 國家或地區 | 認證 | 認證單位/銷量 |
| ---------- | ---- | ------------- |
| 南韓       |      | 2,500,000     |